# چارلز گریلی ابوت
 چارلز گریلی ابوت (انگلیسی: Charles Greeley Abbot؛ زاده ۳۱ مهٔ ۱۸۷۲ درگذشته ۱۷ دسامبر ۱۹۷۳) یک اخترفیزیکدان اهل ایالات متحده آمریکا بود.
وی همچنین برنده جوایزی همچون نشان هنری دراپر شده است.